# STS-33
STS-33 — 32-й полёт по программе Спейс Шаттл, 5-й для министерства обороны США. Из-за военного характера экспедиции детали полёта засекречены.
Основная задача полета — выведение на орбиту разведывательного спутника. Через 10 часов после старта от ОС были отделены ИСЗ «Магнум» (разведывательный спутник, выводимый на стационарную орбиту, назначение — радиоперехват и слежение за ракетами. Масса спутника ~ 2,5 т.)
Экипажем проводились научные, инженерные и мед. эксперименты. 
Возвращение на Землю было задержано примерно на сутки из-за сильного ветра в районе посадки.

## Экипаж
- Грегори, Фредерик Дрю (2)[1] — командир
- Блаха, Джон Элмер (2) — пилот
- Картер, Мэнли Ланиер(1) — специалист по программе полёта 1
- Масгрейв, Стори (3) — специалист по программе полёта 2
- Торнтон, Кэтрин Райан Корделл (1) — специалист по программе полёта 3